# 世鬼眾
世鬼眾（せきしゅう），效力於安藝國大名毛利元就的忍者集團，乃是遠江國世木氏的後裔，因故由遠江遷移到安藝，同時兼具忍者與地方豪族的特性，活躍於山口縣、廣島縣一帶。

## 歷史
根據《萩藩閥閲録》世鬼家本起源於遠江國，原姓世木，由於族內分裂，失勢的世木義包出奔，其子世木政久在滯留京都期間，曾經作為山名宗全的客將加入應仁之亂的戰事，因故投降於石見國的高橋家，移居至安藝國高田郡宗利村世鬼，所以世木政久之子政親便把姓氏改為世鬼。世鬼政親有長男政棟、次男政時二子，據《萩藩閥閲録》所記載，世鬼政棟後來遠走到尾張國，成為織田信秀的家臣，而世鬼政時在高橋家被毛利家消滅後，率領忍者眾出仕毛利家，毛利家的忍者以世鬼眾為中心派出二十五人分布領內各地，為毛利元就實行謀略和收集情報。
後來世鬼政時的兩個兒子政定、政矩也都做為忍者侍奉毛利元就，擁有三百石的領地，根據《陰徳太平記》紀錄，世鬼政定曾奉毛利元就的命令伺機向其強敵出雲國大名尼子晴久傳遞假情報，誤導他錯認其叔父新宮黨首領尼子國久父子倒戈，而將尼子國久殺害。後來世鬼家由世鬼政定、政矩的外甥世鬼政任繼承，隨毛利家轉封至萩藩，到他的孫兒政利時又將姓氏改回世木。
幕末時，尊王倒幕志士高杉晋作參予倒幕活動，曾籌組奇兵隊，世木一族的忍者也有加入，作為斥侯活躍，在《修訂防長回天史》中將他們稱為世木騎。

## 關連項目
- 毛利元就
- 高杉晋作
- 忍者